# (6721) Minamiawaji
(6721) Minamiawaji est un astéroïde de la ceinture principale.

## Description
(6721) Minamiawaji est un astéroïde de la ceinture principale. Il fut découvert le 10 novembre 1990 à Oohira par Takeshi Urata. Il présente une orbite caractérisée par un demi-grand axe de 2,93 UA, une excentricité de 0,22 et une inclinaison de 17,0° par rapport à l'écliptique.

## Compléments